# Dronten
Dronten est une commune néerlandaise située dans la province du Flevoland. En 2020, elle compte 41 677 habitants. La commune couvre une superficie de 423,89 km2 dont 90,32 km2 d'eau. Outre le centre urbain de Dronten, elle comprend également les villages de Biddinghuizen et Swifterbant.

## Histoire

Carte de la commune (2020).

Les plans de la ville nouvelle sont publiés en 1958. Dans un premier temps sont prévus 15 000 habitants. Les plans seront ensuite modifiés pour 30 000 habitants. Le 1er janvier 1972, la ville reçoit officiellement son nom, tiré du Polder Dronthen, qui se trouve jadis à Kampen.
En 1995, le 18e Jamboree mondial se tient juste à l'extérieur de la ville. 28 960 scouts du monde entier participent à l'événement.

## Géographie
Dronten est bordée par Noordoostpolder au nord, Kampen (Overijssel) au nord-est, Oldebroek (Gueldre) à l'est, Elburg (Gueldre) et Nunspeet (Gueldre) au sud-est, Harderwijk (Gueldre) au sud, Zeewolde au sud-ouest, Lelystad à l'ouest et Urk au nord-ouest.
Elle est desservie par la gare de Dronten, située sur la ligne de Weesp à Zwolle, exploitée par Nederlandse Spoorwegen (NS). 

## Population
Évolution de la population 

20 303 (1980)
25 577 (1990)
35 591 (2000)
40 164 (2010)
40 616 (1er janvier 2016)
40 746 (1er janvier 2017)
40 735 (1er janvier 2018)
40 815 (1er janvier 2019)
41 555 (1er janvier 2020)
42 011 (1er janvier 2021)

## Personnalités
Les personnalités suivantes sont liées à Dronten :
- Kees Boot, acteur néerlandais, natif de Dronten ;
- Cees Paauwe, footballeur néerlandais, frère de Patrick, natif de Dronten ;
- Patrick Paauwe, footballeur néerlandais, frère de Cees, natif de Dronten ;
- Riffi, rappeur néerlandais d'origine marocaine, natif de Dronten ;
- Beitske Visser, pilote automobile néerlandaise, native de Dronten ;
- Hakim Ziyech, footballeur international marocain, natif de Dronten.

## Jumelage
Dronten est jumelée avec la ville suivante :
| Ville | Ville | Pays | Pays  | Période                |
| ----- | ----- | ---- | ----- | ---------------------- |
|       | Ōgata |      | Japon | depuis le 12 juin 1992 |